# Volker Schönfelder
Volker Karl Schönfelder (* 5. Oktober 1939 in Barmstedt; † 15. Juni 2024) war ein deutscher Physiker und Leiter der Gruppe für Gamma-Astronomie am Max-Planck-Institut für extraterrestrische Physik in Garching bei München sowie Professor der Physik an der TU München. 

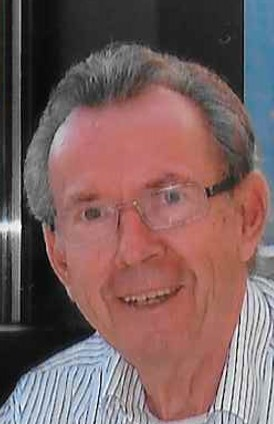
Volker Schönfelder (2015)

## Leben
Volker Schönfelder studierte nach dem Besuch des Gymnasiums in Elmshorn in Göttingen und Kiel von 1959 bis 1966 Physik und promovierte 1970 an der Technischen Universität München. Von 1970 bis 1979 war er wissenschaftlicher Angestellter am Max-Planck-Institut für Extraterrestrische Physik in Garching. 1979 habilitierte er im Fach Experimentalphysik an der Technischen Universität München. 1980 wurde er wissenschaftlicher Mitarbeiter am Max-Planck-Institut für Extraterrestrische Physik in Garching und wurde dort 1982 Leiter der Gruppe für Gamma-Astronomie. 1995 wurde er außerplanmäßiger Professor für Experimentalphysik an der Technischen Universität in München. Dort hielt er die Hauptvorlesungen Astrophysik I und II sowie zahlreiche astrophysikalische Spezialvorlesungen. Seit 2004 war Volker Schönfelder im Ruhestand.
Volker Schönfelder war verwitwet und Vater dreier Söhne.

## Werk
Volker Schönfelder beschäftigte sich mit der experimentellen Hochenergie-Astronomie, hier im Besonderen mit der kosmischen Strahlung, der Röntgen- und der Gammaastronomie. Er entwickelte u. a. das Compton-Teleskop als neuartiges Instrument für gamma-astronomische Beobachtungen im MeV-Bereich. Das Compton-Teleskop wurde auf zahlreichen Ballonfahrten in Texas optimiert, bis es schließlich im COMPTEL-Projekt, dessen wissenschaftlicher Leiter Volker Schönfelder war, als eines von vier Gammastrahlenprojekten auf dem astronomischen Großprojekt GRO (Gamma Ray Observatory) der NASA eingesetzt wurde. Das 17 Tonnen schwere Satellitenobservatorium GRO wurde am 5. April 1991 im Flug STS-37 mittels der Raumfähre Atlantis mit fünf Astronauten in die 450 km hohe Erdumlaufbahn gebracht. Von dort lieferte es über neun Jahre Daten, die zu einer Vielzahl neuer wissenschaftlicher Erkenntnisse führten. Unter anderem wurde erstmals eine vollständige Himmelsdurchmusterung im Bereich 20 keV bis 30 GeV durchgeführt und zahlreiche neue Erkenntnisse über die Gammastrahlenausbrüche und das Zentrum unserer Milchstraße wurden gewonnen. Die COMPTEL-Himmelskarte zeigt 32 diskrete Quellen über einer diffus verteilten galaktischen und kosmischen Hintergrundstrahlung. Bei den Quellen handelt es sich um Pulsare, schwarze Löcher in Doppelsternsystemen, Supernova-Überreste und Kerne Aktiver Galaxien. Die Natur von 9 der 32 Quellen bleibt unbekannt. Zusätzlich zu den genannten 32 Objekten konnten 31 kosmische Gamma-Burst-Quellen lokalisiert werden, da sie sich zufällig im Gesichtsfeld von COMPTEL befanden. Besonders erwähnenswert ist die erstmalige Erstellung einer vollständigen Himmelskarte im Lichte der 1,8-MeV-Linie von radioaktivem Al-26.
Schönfelder war weiterhin Co-Principal Investigator des Spektrometers SPI auf dem INTEGRAL-Observatorium der ESA. Das hochauflösende Spektrometer SPI war zur verbesserten Energiebestimmung konzipiert und gebaut worden. Der Start von INTEGRAL im Oktober 2002 erfolgte von Baikonur aus mit einer russischen Proton-Rakete, die den etwa 4 Tonnen schweren Satelliten in eine stark elliptische, 72-stündige Umlaufbahn brachte. Diese große Exzentrizität erlaubt lange Beobachtungszeiten bei relativ konstanter Hintergrundstrahlung. SPI hat kosmische Gammalinien mit hoher spektraler Auflösung und Empfindlichkeit durchgeführt. Die bisher nachgewiesene radioaktiven Zerfallslinien stammen von Ti-44, Ni-56, Co-56, Al-26, Fe-60 und der Annihilation von Elektronen und Positronen, Kernwechselwirkungslinien (z. B. von C-12 und O-16) wurden bei solaren Flares gesehen.
Schönfelder widmete sich in seinen zahlreichen Veröffentlichungen schwerpunktmäßig den Ergebnissen seiner Messgeräte und ihrer Interpretation. Darüber hinaus befasste er sich mit der Entfernungsbestimmung von variablen Röntgenquellen, mit der Bedeutung von Weißen Zwergen als Quelle der Kosmischen Strahlung (beides zusammen mit J. Trümper), mit Betrachtungen zum Ursprung der diffusen kosmischen und interstellaren Gamma-Hintergrundstrahlung, mit Überlegungen zur Beschleunigung der kosmischen Teilchenstrahlung, mit Überlegungen zur Gamma-Emission von Radio-Pulsaren uvm. Die Gesamtzahl der COMPTEL-Veröffentlichungen lag im Jahr 2002 bereits über 700. In den 1990er-Jahren war Schönfelder laut Bild der Wissenschaft (1999, Heft 5) in Deutschland der Wissenschaftler mit den meisten astronomischen Veröffentlichungen. Ein Großteil der wissenschaftlichen Arbeiten wurde von Studenten im Rahmen von Diplom- und Doktorarbeiten sowie von Gastwissenschaftlern aus dem In- und Ausland durchgeführt. Die Gesamtzahl der Diplomarbeiten betrug 28, die der Doktorarbeiten 20.
Schönfelder war wissenschaftlicher Gast im Jahr 1973 am Theoretical Institute for Astronomy in Cambridge/England sowie im Jahre 1989 am Space Science Center der University of New Hampshire/USA. Er war Mitglied des Gutachterausschusses Extraterrestrische Grundlagenforschung der DARA, Mitglied der „Astronomy Working Group“ der ESA, Mitglied des INTEGRAL Science Teams der ESA, Mitglied des GRO Science Teams der NASA, Mitglied der deutschen physikalischen Gesellschaft, von 1989 bis 2016 Mitherausgeber der internationalen Fachzeitschrift „Experimental Astronomy“ und Herausgeber des Buches The Universe in Gamma Rays im Springer-Verlag.

## Auszeichnungen
- Aufnahme in die Enzyklopädie Persönlichkeiten in München (1987)
- Medaille für „Exceptional Scientific Achievement“ der NASA, 1993
- Philip Morris Forschungspreis, 1997
- Goldene Ehrennadel der Fakultät für Physik der TU München
- Bundesverdienstkreuz am Bande, 2020

## Besonderes
- Eine der 5 Wohlfahrtsbriefmarken der Bundesrepublik Deutschland im Jahre 1999 / 2000 mit dem Thema "kosmische Motive" zeigt die von COMPTEL gewonnene Himmelskarte im Gammalicht.
- Das Strukturmodell von COMPTEL ist im Original im Deutschen Museum in München zu sehen.